# Golden Gate (1994)
Golden Gate ist ein US-amerikanisches Filmdrama, gedreht unter Regie von John Madden, aus dem Jahr 1994.

## Handlung
Kevin Walker schließt Anfang der 1950er ein Jurastudium ab und erhält Arbeit beim Federal Bureau of Investigation. Sein Vorgesetzter beauftragt ihn mit der Suche nach Sympathisanten der Kommunisten innerhalb der chinesischen Bevölkerung. Unter dem Druck seiner Behörde bringt Walker den unschuldigen Gewerkschafter Chen Jung Song ins Gefängnis, der nach Verbüßung einer jahrelangen Haftstrafe Selbstmord begeht.
Einige Jahre später hat sich Kevin intensiv mit seinen Fehlern auseinandergesetzt. Er lernt Marilyn, die Tochter von Chen Jung Song, kennen und verliebt sich in sie.

## Kritiken
Das Lexikon des internationalen Films befindet: „Geschickt verbindet der Film poetische und kritische Elemente und tritt in mitunter bewegenden Dialogen für asiatische Tugenden gegenüber amerikanischem Lebensgefühl ein.“
Washington Post-Rezensent David Mills ist unschlüssig, wie der Film, der im Gewand eines Märchens daherkomme und zugleich eine schenkelklopfende Satire sein will („At the same time […] seems to think it's a knee-slapping satire as well“), einzuordnen sei. Dabei packe der Film ungewöhnlich ernste Themen wie die Rote Angst, soziale Ungerechtigkeiten, Machtmissbrauch von Polizeibefugnissen, Schuld, Scham und Selbstmord an („yet […] tackling subjects not usually thought of as comic: the Red Scare, racial injustice, governmental abuse of police powers, guilt, shame, suicide“). Als ausgesprochen gelungen erachtet Mills hingegen das bezaubernd-unmittelbare Zusammenspiel von Matt Dillon und der faszinierenden („mesmerizing“) Joan Chen („Here are simply two gorgeous actors playing at falling in love -- over a malted milkshake, no less! -- and it is lovely“).
Janet Maslin schrieb in der New York Times, der Film sei ein „großartiger Misserfolg“. Das Drehbuch basiere auf einem Theaterstück, dessen Narration sich von dem Drehbuch eines Films stark unterscheide. Sie kritisierte stark die Regie von John Madden.